# Jan Aleksander Tarnowski
Jan Aleksander Gratus Tarnowski herbu Leliwa (zm. ok. 1703) – kasztelan zawichojski w latach (1696–1699).

## Życiorys
Syn Aleksandra Gratusa (zm. 1678), kasztelana kijowskiego i sandomierskiego i Teresy Laskowskiej.
Był elektorem Augusta II Mocnego z województwa sandomierskiego  w 1697 roku, podpisał jego pacta conventa. 
Był kanonikiem gnieźnieńskim od 1700. 5 lipca 1697 roku podpisał w Warszawie obwieszczenie do poparcia wolnej elekcji, które zwoływało szlachtę na zjazd w obronie naruszonych praw Rzeczypospolitej.